# 座架依橋

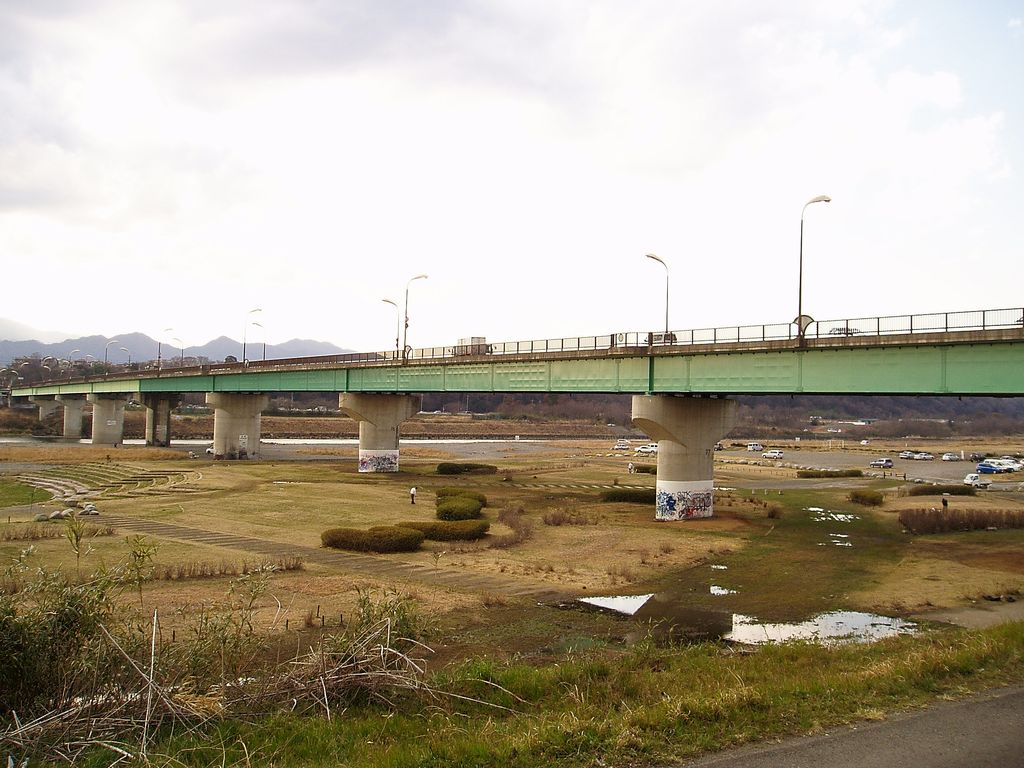
座架依橋

座架依橋（ざかえばし）は、神奈川県座間市と神奈川県厚木市にあり、相模川にかかる道路橋である。県道藤沢座間厚木線を通している。
名前の由来は、座間市座間（ざま）と厚木市依知（えち）を架（か）けることから。

## 歴史
ここは第二次世界大戦後も渡船が運行されていたが、この区間の交流が大きいため、架橋に至ったものである。
1959年に開通した当時は木製の橋であったが、大水のたびに流されてしまったため、1964年3月9日には鋼製の橋となった。城山ダム完成後は毎年のように流失ということはなくなったものの、1982年8月1日に上陸した台風10号により流失している。
また、橋の幅も細く、両端に信号機が設置されて交互通行となっており、交通渋滞を引き起こしていた。
このため、恒久的な橋に全面的に切り替えることになり、1988年に着工、1992年（平成4年）4月に開通した。これにより、橋自体は大型車も通行可能となったが、橋への道路が一部狭隘だったため、2003年に県道相模原茅ヶ崎線を結び、相模線を跨ぐ跨線橋が開通するまでは、大型車通行不可となっていた。

### 映画撮影
2009年に公開された品川ヒロシ監督作品の映画『ドロップ』の冒頭のシーンは座架依橋の下で撮影された。

## 橋の概要

### 特徴
形式は連続鋼鈑桁橋である。橋長499.6m。

### 諸元
- 種別 - 鋼道路橋
- 形式 - 4径間連続鋼鈑桁×2連
- 橋長 - 499.6m
- 支間 -
- 活荷重 - TL-20
- 施主 -
- 橋梁設計 -
- 橋桁製作 -

## 近隣の橋
（上流）- 新昭和橋 - 昭和橋 - （磯部頭首工） - 座架依橋
座架依橋 - 新相模大橋 - 上郷水管橋 - 圏央相模川橋 -（下流）
座標: 北緯35度29分11.8秒 東経139度22分24.3秒 / 北緯35.486611度 東経139.373417度